# Krebitschen
Krebitschen ist ein Weiler von Monstab im Landkreis Altenburger Land in Thüringen.

## Lage

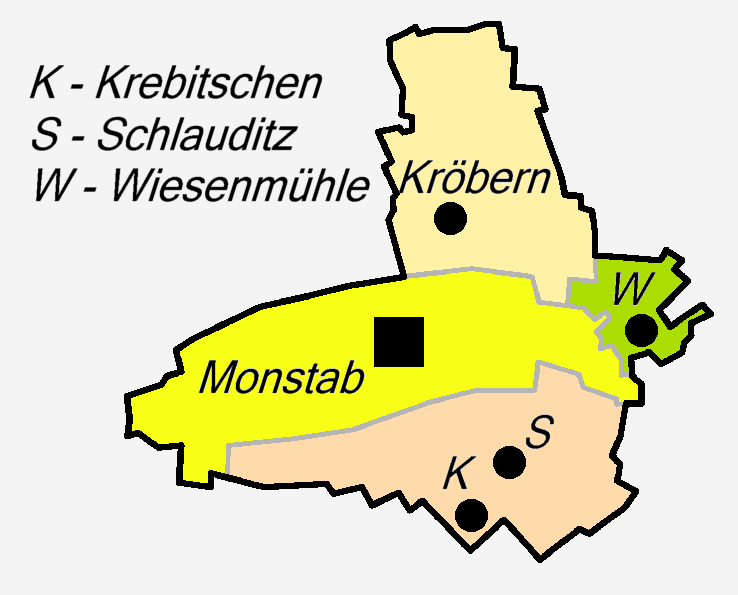
Gemeindegliederung

Dieser kleine Weiler befindet sich im Zeitzer-Altenburger-Lösshügelland  westlich von Altenburg. Verkehrsmäßig ist er über die Landesstraße 2173 und die östlich vorüberführende Bundesstraße 180 erfasst.

## Geschichte
Der Weiler Krebitschen wurde bereits im Zeitraum 1181 bis 1214 erstmals urkundlich erwähnt. Er gehörte später zum wettinischen Amt Altenburg, welches ab dem 16. Jahrhundert aufgrund mehrerer Teilungen im Lauf seines Bestehens unter der Hoheit folgender Ernestinischer Herzogtümer stand: Herzogtum Sachsen (1554 bis 1572), Herzogtum Sachsen-Weimar (1572 bis 1603), Herzogtum Sachsen-Altenburg (1603 bis 1672), Herzogtum Sachsen-Gotha-Altenburg (1672 bis 1826). Bei der Neuordnung der Ernestinischen Herzogtümer im Jahr 1826 kam der Ort wiederum zum Herzogtum Sachsen-Altenburg.
Nach der Verwaltungsreform im Herzogtum gehörte Krebitschen bezüglich der Verwaltung zum Ostkreis (bis 1900) bzw. zum Landratsamt Altenburg (ab 1900). Ab 1918 gehörte Krebitschen zum Freistaat Sachsen-Altenburg, der 1920 im Land Thüringen aufging. Seit 1922 lag der Weiler im Landkreis Altenburg.
1923 wurde Krebitschen nach Schlauditz eingemeindet. Am 1. Mai 1950 wurde Schlauditz mit Krebitschen nach Monstab eingemeindet. Mit diesem kam Krebitschen im Jahr 1952 zum Kreis Altenburg im Bezirk Leipzig, der 1990 Teil des Freistaats Thüringen wurde und 1994 im Landkreis Altenburger Land aufging. 2012 wohnen 5 Einwohner im Weiler.